# Luciano Arcuri
Luciano Arcuri (Trento, 23 agosto 1940 – Venezia, 13 giugno 2024) è stato uno psicologo italiano, professore presso l'Università degli Studi di Padova.

## Biografia
Si laureò in Sociologia all'Università di Trento nel 1969 con una tesi dal titolo "La struttura degli stereotipi professionali in un campione di adolescenti di una comunità del trentino".
Nella sua carriera accademica sviluppò importanti temi di indagine come la misurazione degli atteggiamenti, la cognizione sociale, le componenti linguistiche degli stereotipi sociali, il ruolo delle componenti implicite nel giudizio sociale. Si interessò inoltre agli effetti psicologici esercitati dai mass-media sulla popolazione.
Fu nel comitato esecutivo dell'Associazione degli Psicologi sociali Europei e Presidente del progetto Social Cognition presso l'Associazione delle università europee.
Affetto da molti anni dalla malattia di Parkinson, morì a Venezia il 13 giugno 2024 all'età di 83 anni.

## Opere
- Luciano Arcuri, Manuale di psicologia sociale, Bologna, Il Mulino, 1995.
- Luciano Arcuri, Luigi Castelli, La cognizione sociale. Strutture e processi di rappresentazione, Roma, Laterza, 2006.
- Andrea Carnaghi, Luciano Arcuri, Parole e categorie. La cognizione sociale nei contesti intergruppo, Milano, Raffaello Cortina Editore, 2007.
- Luciano Arcuri, Cristina Zogmaister, Metodi di ricerca nella cognizione sociale, Bologna, Il Mulino, 2007.
- Luciano Arcuri, Crescere con la TV e Internet, Bologna, Il Mulino, 2008.
- Luciano Arcuri, Mara Cadinu, Gli stereotipi. Dinamiche psicologiche e contesto delle relazioni sociali, Bologna, Il Mulino, 2011.